# Étaule
Étaule és un municipi francès, situat al departament del Yonne i a la regió de Borgonya - Franc Comtat. L'any 2007 tenia 416 habitants.

## Demografia

### Població
El 2007 la població de fet d'Étaule era de 416 persones. Hi havia 166 famílies, de les quals 32 eren unipersonals (8 homes vivint sols i 24 dones vivint soles), 53 parelles sense fills, 69 parelles amb fills i 12 famílies monoparentals amb fills.
La població ha evolucionat segons el següent gràfic:
Habitants censats

### Habitatges
El 2007 hi havia 199 habitatges, 166 eren l'habitatge principal de la família, 29 eren segones residències i 5 estaven desocupats. 185 eren cases i 13 eren apartaments. Dels 166 habitatges principals, 132 estaven ocupats pels seus propietaris, 30 estaven llogats i ocupats pels llogaters i 3 estaven cedits a títol gratuït; 7 tenien dues cambres, 25 en tenien tres, 46 en tenien quatre i 87 en tenien cinc o més. 137 habitatges disposaven pel capbaix d'una plaça de pàrquing. A 66 habitatges hi havia un automòbil i a 90 n'hi havia dos o més.

### Piràmide de població
La piràmide de població per edats i sexe el 2009 era:
| Homes | Edats   | Dones |
| ----- | ------- | ----- |
| 0     | 95 o +  | 0     |
| 0     | 90 a 94 | 0     |
| 0     | 85 a 89 | 0     |
| 0     | 80 a 84 | 4     |
| 0     | 75 a 79 | 0     |
| 0     | 70 a 74 | 8     |
| 4     | 65 a 69 | 0     |
| 16    | 60 a 64 | 20    |
| 4     | 55 a 59 | 0     |
| 4     | 50 a 54 | 12    |
| 32    | 45 a 49 | 16    |
| 32    | 40 a 44 | 36    |
| 16    | 35 a 39 | 28    |
| 16    | 30 a 34 | 0     |
| 0     | 25 a 29 | 24    |
| 4     | 20 a 24 | 0     |
| 32    | 15 a 19 | 20    |
| 24    | 10 a 14 | 28    |
| 16    | 5 a 9   | 12    |
| 12    | 0 a 4   | 12    |

## Economia
El 2007 la població en edat de treballar era de 297 persones, 223 eren actives i 74 eren inactives. De les 223 persones actives 212 estaven ocupades (112 homes i 100 dones) i 11 estaven aturades (3 homes i 8 dones). De les 74 persones inactives 33 estaven jubilades, 28 estaven estudiant i 13 estaven classificades com a «altres inactius».

### Ingressos
El 2009 a Étaule hi havia 164 unitats fiscals que integraven 426 persones, la mediana anual d'ingressos fiscals per persona era de 18.042 €.

### Activitats econòmiques
Dels 24 establiments que hi havia el 2007, 2 eren d'empreses de fabricació d'altres productes industrials, 9 d'empreses de construcció, 7 d'empreses de comerç i reparació d'automòbils, 2 d'empreses de transport, 1 d'una empresa d'hostatgeria i restauració, 1 d'una empresa d'informació i comunicació, 1 d'una empresa immobiliària i 1 d'una empresa de serveis.
Dels 9 establiments de servei als particulars que hi havia el 2009, 2 eren tallers de reparació d'automòbils i de material agrícola, 2 paletes, 1 guixaire pintor, 1 fusteria, 1 lampisteria, 1 electricista i 1 empresa de construcció.
L'any 2000 a Étaule hi havia 7 explotacions agrícoles.

## Equipaments sanitaris i escolars
El 2009 hi havia una escola elemental integrada dins d'un grup escolar amb les comunes properes formant una escola dispersa.

## Poblacions més properes
El següent diagrama mostra les poblacions més properes.